# De Vijf Koppen (watermolen)
De Vijf Koppen is een voormalige watermolen op de Jeker, gelegen aan de Begijnenstraat 1 in het Jekerkwartier in het centrum van de Nederlandse stad Maastricht.

## Geschiedenis
De watermolen is vernoemd naar het nabijgelegen bolwerk De Vijf Koppen, hoewel de molen feitelijk dichter bij het bolwerk Haet ende Nijt ligt. Beide bolwerken (of rondelen) maken deel uit van de laat-15e, vroeg-16e-eeuwse Nieuwstadfortificaties. Na het Verraad van Maastricht (1638) werden op het rondeel De Drie Duiven de vijf afgehakte hoofden van de hoofdschuldigen van het verraad tentoongesteld. Het rondeel - en later ook de nabije molen - werden daarna aangeduid als "De Vijf Koppen".
Deze middenslagmolen is de laagste die op de zuidelijke Jekertak werd gebouwd. Begin 16e eeuw gaf de stad Maastricht opdracht tot de bouw ervan, en in 1533 werd ze voor het eerst in pacht uitgegeven. Iets verderop, voorbij de samenvloeiing van twee Jekertakken, werd in 1546 een kruitmolen gebouwd, later herbouwd als papiermolen Het Ancker.
In 1814 kwam de molen in bezit van de gebroeders Lemaire, die hem verhuurden aan Jan Pieter Hubert Hanckar. Deze exploiteerde hier een lakenfabriek en gebruikte de molen als volmolen. In 1833 kreeg hij vergunning voor de plaatsing van een stoommachine, de eerste in Maastricht, voor de aandrijving van een pomp. Uiteindelijk verplaatste hij zijn bedrijf naar de Weyermolens aan de Bonnefantenbleekstraat (nu: Bonnefantenstraat). Jean Baptiste pachtte nu de molen, en begon er in 1840 een vermicellifabriek. In 1847 werd de molen opnieuw verkocht, waarbij de vermicellifabriek reeds was ontruimd.
In 1864 kwam de molen in het bezit van de leerlooier Hendrik Coopman, die hem inrichtte als runmolen. Daarna bleef de molen in het bezit van diverse leerlooiers, om in 1908 door de gemeente Maastricht te worden gekocht, waarna het maalwerk en de waterwerken werden gesloopt. De molen en de aangrenzende fabrieksgebouwen werden tot woningen verbouwd en bestaan nog steeds.